# Anastase II (empereur byzantin)
Vous lisez un « article de qualité » labellisé en 2024.
Pour les articles homonymes, voir Anastase II et Anastase.
Anastase II (grec : Ἀναστάσιος Βʹ), ou Artémios (en grec Άρτέμιος), mort le 1er juin 719, est un empereur byzantin de 713 à 715 durant les années de chaos qui s’étendent de 695 (fin de la dynastie des Héraclides) à 717 (début de la dynastie des Isauriens).
Rien n'est connu de sa biographie avant que, haut fonctionnaire de la chancellerie impériale, il ne soit choisi par le Sénat byzantin pour succéder à Philippicos, tout juste renversé par l'armée en 713. Placé à la tête d'un Empire en pleine crise interne et exposé à des menaces fortes à l'extérieur, il tente tant bien que mal de stabiliser la situation. Conscient du danger d'une attaque imminente des Omeyyades contre Constantinople, il fait renforcer les défenses de la cité. Il essaie aussi d'apaiser le climat religieux, fragilisé par les tentations monophysites exposées par son prédécesseur. Il rétablit la foi issue du concile de Chalcédoine et consolide son pouvoir en éliminant certains de ses concurrents et en nommant des fidèles à diverses fonctions. Cependant, il ne peut durablement exercer son autorité dans ce contexte troublé. Dès 715, alors qu'il envoie une expédition combattre les musulmans, l'armée se soulève à nouveau. Mené par le contingent de l'Opsikion, le soulèvement place à sa tête un obscur candidat au trône du nom de Théodose. Anastase tente de s'y opposer mais il manque de troupes et finit par négocier son abdication en échange de l'exil à Thessalonique.
Toutefois, bien vite, un nouveau soulèvement mené par Léon l'Isaurien prétend agir au nom d'Anastase, contre Théodose. Bientôt, cette révolte se montre victorieuse alors que l'armée des Omeyyades se rapproche de Constantinople. Toutefois, Léon III prend le pouvoir pour lui-même et mène avec succès la défense de Constantinople lors du siège de 717-718. De son côté, Anastase n'abandonne pas le pouvoir et une conspiration se monte entre lui et plusieurs dignitaires, apparemment avec le soutien initial des Bulgares. Toutefois, ces derniers finissent par se détourner de lui et Anastase est capturé par Léon III en 719, puis exécuté avec ses principaux partisans.

## Sources et postérité
La période dans laquelle intervient le règne d'Anastase, entre 695 et 717, est régulièrement citée comme l'une des plus obscures de l'histoire byzantine avec une chronologie parfois confuse. L'essentiel des connaissances sur le règne d'Anastase proviennent de Théophane le Confesseur, dont la chronique basée pour partie sur des écrits disparus et plus contemporains d'Anastase, est composée quelques décennies plus tard. Si elle n'est pas exempte d'erreurs, à l'image de sa mention d'un règne de seulement un an et demi pour Anastase, elle demeure la principale source byzantine. En outre, les écrits de Nicéphore de Constantinople sont complémentaires, en particulier sur l'épisode de la rébellion d'Anastase en 719, ainsi que le récit plus tardif de Michel le Syrien. Le diacre Agathon a également livré un bref récit du coup d'état d'Anastase en 713, dans lequel il écrit qu'il s'appelle Philartémios et se distingue par sa piété et son orthodoxie. Dans l'ensemble, le règne d'Anastase jouit d'une image plutôt positive, comparativement à celle de son prédécesseur, critiqué pour sa politique religieuse et du fait de ses efforts pour consolider l'Empire en grand péril. Les historiens soulignent régulièrement l'impact de ses préparatifs à la défense de Constantinople dans le succès de Léon III face aux Arabes en 717-718 ; Warren Treadgold écrivant par exemple qu'il est le plus compétent à monter sur le trône depuis plusieurs années, Leslie Brubaker et John Haldon le décrivant comme un gouvernant capable et énergique.

## Contexte historique

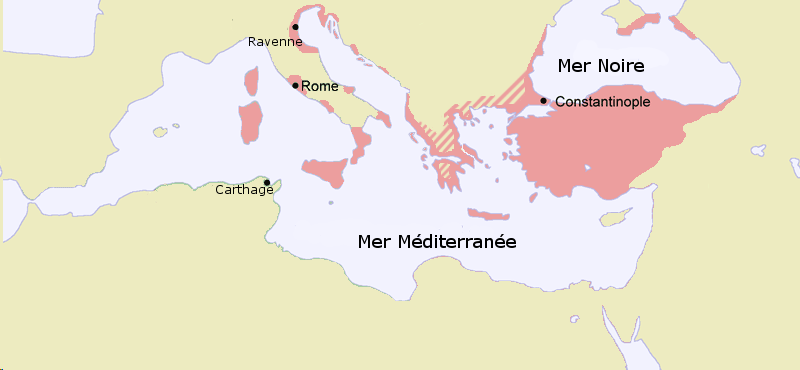
L'Empire byzantin en 717. L'espace hachuré regroupe des régions européennes disputées entre Byzantins, Bulgares et peuples slaves.

Entre 695 et 717, plusieurs empereurs se succèdent sur le trône entre la dynastie des Héraclides et la dynastie isaurienne. Au cours des six ans que dure son deuxième règne, Justinien II (r. 685-695 ; 705-711), le dernier des Héraclides, donne libre cours à sa soif de vengeance sur les ennemis tant à l’intérieur qu’à l’étranger qui avaient précipité sa première déposition. Les deux usurpateurs Léonce et Tibère III sont exécutés de même que nombre d’officiers militaires et de hauts fonctionnaires civils. Pour sa part, le patriarche Callinique qui a couronné Léonce a les yeux crevés,. Justinien compte également se venger de Cherson (aussi translittérée comme Chersonèse), la ville où il a d’abord été exilé et dont les habitants ont voulu le livrer à Tibère III. Il envoie une première expédition contre cette ville dont le gouverneur et ses adjoints sont envoyés à Constantinople pendant que nombre d’habitants sont simplement noyés. Les Khazars viennent alors au secours des survivants qui acclament comme nouvel empereur un aristocrate du nom de Bardanes, exilé à Cherson pour sa participation à une rébellion durant le premier règne de Justinien. Ce dernier ayant envoyé une nouvelle flotte sous le commandement du patrice Mauros pour se rendre maitre de la ville, Bardanès fait alliance avec les Khazars si bien que Mauros se retrouve dans l'incapacité de remplir sa mission. Plutôt que de fuir, Mauros change de camp et retourne à Constantinople avec Bardanès. Leurs forces parviennent à prendre la capitale pendant une absence de Justinien et Bardanès se fait proclamer empereur sous le nom de Philippikos (r. 711-713).
Son court règne de moins d’une année et demie marque le début d'une période très troublée, entrecoupée de coups d'état tous les deux ans. Probablement partisan du monophysisme, Philippikos accepte toutefois le compromis du monothélisme qu’il réussit à imposer à un concile purement byzantin, provoquant l'hostilité de Rome qui voit le nouvel empereur adhérer à une hérésie condamnée trente ans auparavant par le troisième concile de Constantinople,,,. Pendant ce temps, les Arabes pénètrent profondément en Anatolie pendant que le khan Tervel, après avoir traversé la Thrace, arrive devant les murailles de Constantinople, ravageant les faubourgs extérieurs. L'empereur n’a d’autre choix que de rappeler en Europe des troupes du thème de l’Opsikion en Asie mineure,.

## Avènement

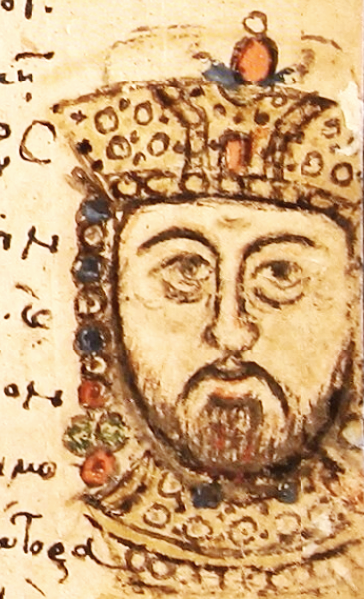
Portrait d'Anastase dans le Mutinensis gr. 122, manuscrit du XV.

Mais les soldats et officiers de ce thème, souvent séditieux, ne tardent pas à se révolter. Aussi, le 3 juin 713, veille de la Pentecôte, Georges Bouraphos, commandant de l’Opsikion alors en Thrace pour éloigner les Bulgares, envoie un détachement de ses hommes au Grand Palais où ils surprennent Philippicos à l’heure de la sieste, le trainent à l’Hippodrome où ils lui crèvent les yeux, le rendant ainsi inapte à gouverner. Il est probable que leur but est de faire acclamer empereur leur chef, le patrice Georges Bouraphos. Au-delà, dans son étude sur les soulèvements militaires dans l'Empire, Walter Emil Kaegi souligne qu'il s'agit du premier succès d'une révolte des troupes de l'Opsikion alors qu'elles sont transférées en Thrace et non cantonnées à l'espace anatolien qui leur est réservé, démontrant tout à la fois le danger que peut faire peser une importante force armée dans la région européenne immédiatement proche de Constantinople autant que la difficulté à transférer sans mécontentement des troupes de l'Asie à l'Europe. Ces risques sont démultipliés dans une période de revers importants et donc d'insatisfaction grandissante de l'armée.
Toutefois le contrôle des opérations leur échappe et le lendemain, jour de la Pentecôte, le Sénat et le peuple réunis à Hagia Sophia acclament plutôt un haut fonctionnaire du nom d’Artemios, protasekretis (chef de chancellerie), comme nouvel empereur. Celui-ci prend comme nom de règne celui d’Anastase, en hommage à cet autre haut fonctionnaire, Anastase Ier (r. 491-518) arrivé au pouvoir de façon impromptue et dont le règne s’est distingué par la prudence et le rétablissement des finances publiques,. Toutefois, il continue à porter son propre nom comme en témoigne le solidus plus haut portant l’inscription « APTEMIUS ANASTASIUS ». Les circonstances exactes de sa nomination impériale restent pour partie mystérieuses. Néanmoins, Judith Herrin a souligné le degré de préparation nécessaire à une acclamation aussi rapide, par une assemblée qui réunit le Sénat, ainsi que des représentants du peuple et de l'Église, qui nécessite un certain consensus, y compris avec l'armée. Surtout, elle a mis en évidence le rôle des factions, ces groupes sociaux liés à l'Hippodrome et parfois à l'origine de conspirations. En l'occurrence, les Verts semblent avoir été des acteurs importants de l'assassinat de Philippikos et, par conséquent, de l'avènement d'Anastase II, peut-être membre ou sympathisant de cette faction. En outre, Michael Angold a mis en exergue le rassemblement de l'ensemble des forces politiques et sociales (clergé, peuple, Sénat et armée) dans l'acclamation d'Anastase II, chacune consciente de son rôle « constitutionnel » et de leur impact sur un équilibre politique souvent précaire.
La durée exacte du règne d'Anastase a pu faire l'objet de débats car Théophane le Confesseur, principale source de ce siècle, estime qu'il ne gouverne qu'un an et trois mois, ce qui aboutirait à l'année 714. Toutefois, la comparaison avec d'autres sources, comme Michel le Syrien, et avec la chronologie des événements, indique une fin de règne à l'automne 715 ou bien à la fin de l'été 715 selon Nicéphore de Constantinople. Peu de choses sont connues de lui avant son accession au trône mais il a une femme du nom d'Irène, uniquement citée par Théophane le Confesseur, quoique tous les historiens ne s'accordent pas sur cette identification.

## Règne

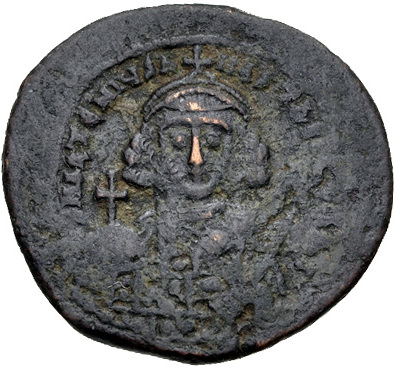
Follis émis sous Anastase et le représentant selon l'iconographie impériale traditionnelle, portant l'orbe crucigère dans la main droite et l'akakia dans la main gauche.

### Politique intérieure
Son premier soin est de châtier ceux qui ont mis un terme au pouvoir de son prédécesseur : il fait aveugler Georges Bouraphos ainsi que l’officier qui a aveuglé Philippikos, peut-être pour éviter d'être accusé d'avoir ainsi porté atteinte physiquement à son prédécesseur,. L’ancien empereur est envoyé dans un monastère de Constantinople et le reste des mutins exilé à Thessalonique. Puis il remplace la plupart des stratèges (officiers militaires servant de commandants militaires et civils) des divers thèmes, nommant comme stratège des Anatoliques Léon l’Isaurien (le futur Léon III) ; Artabasde est nommé stratège des Arméniaques et Scholastique exarque de Ravenne avec pour mission de transmettre une lettre au pape dans laquelle l'empereur l'informe qu'il revient sur les décisions de son prédécesseur.

### Politique religieuse
En effet, pour calmer les esprits, il annule les décisions du concile présidé par son prédécesseur qui a rétabli le monothélisme et reconnaît comme orthodoxes les dispositions du troisième concile de Constantinople. La représentation de ce concile qui a été enlevée du Grand Palais, est remise en place alors qu’on détruit les images de son prédécesseur et du patriarche Serge, théoricien du monothélisme,. Toutefois, le patriarche Jean VI est maintenu en poste contre l’assurance qu’il accepterait dorénavant les décisions du concile et qu’il ferait part au pape de son adhésion à la doctrine orthodoxe des deux volontés du Christ. Lorsqu'il meurt à l'été 715, Anastase le remplace par Germain Ier de Constantinople, le métropolite de Cyzique,

### Le danger arabe
Grâce aux troupes de l’Opsikion qui ont fait reculer les Bulgares, la frontière nord de l’empire est sécurisée. Cela permet à l’empereur de concentrer toute son attention sur les Arabes. Les informations relayées par les agents byzantins indiquent que le calife omeyyade Al-Wālid, après avoir conquis en trois ans l’Espagne wisigothique (711-714), planifie une grande attaque à la fois par terre et par mer contre Constantinople. Au printemps 714, alors que le général Maslama ben Abd al-Malik, demi-frère du calife, envahit la région d’Ancyre, Anastase II envoie une mission à Damas dirigée par l'éparque Daniel de Sinope, officiellement pour négocier avec les Musulmans mais surtout pour se renseigner sur l’état des préparatifs. Pendant ce temps, il fait amasser des stocks de blé dans les greniers publics, ordonne aux habitants de Constantinople de se constituer une réserve de provision pour trois ans ou de quitter la ville, fait équiper une flotte de dromons et réparer les murs le long de la mer,. Ces préparatifs ont largement contribué à la résistance à venir de Constantinople lors du siège subi entre 717 et 718,.

### Monnayage

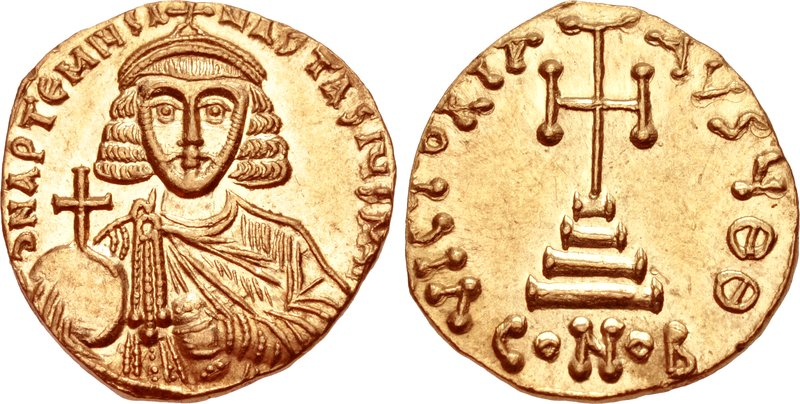
Exemple de solidus en or au type d'Anastase II, représenté avec le loros comme vêtement impérial, l'orbe crucigère dans la main droite et l’akakia dans la main gauche ; au revers, c'est la croix de Constantin Ier qui est figurée.

Du fait de la brièveté de son règne, peu de pièces de monnaie à l'effigie d'Anastase II ont été retrouvées. Leur type est relativement proche de l'iconographie impériale traditionnelle. Anastase est représenté portant la chlamys, une forme de tunique impériale et tient dans ses mains l'orbe crucigère et l’akakia, symboles classiques du pouvoir dans le monde romano-byzantin. Il se différencie légèrement de son prédécesseur direct, qui est représenté avec le loros, une grande écharpe portée sur la tenue impériale. Vasilika Penna et Cécile Morrisson ont interprété ces petites variations comme autant d'éléments distinctifs dans une période d'intense concurrence pour le pouvoir suprême. Ainsi, Théodose III, qui prend le pouvoir en 715, revient au loros.

## Déposition
Au début 715, Al-Wālid meurt, mais son successeur, Suleyman, continue les préparatifs contre Constantinople. Anastase est averti qu’une flotte arabe a débarqué près de Phoenix, en Lycie (sud de l’Anatolie), pour y couper du bois destiné à la construction navale. Anastase décide alors de prendre les devants et d’attaquer la flotte arabe pendant qu’elle en est encore au stade des préparatifs. Les forces byzantines au grand complet doivent se réunir dans l’ile de Rhodes sous le commandement du logothète Jean le Diacre. Mais à peine arrivé, le contingent de l’Opsikion se révolte, probablement ulcéré par le fait qu’Anastase a fait aveugler son ancien commandant Georges Bouraphos. Au-delà, ce soulèvement démontre l'influence de ce contingent d'élite basé près de Constantinople et le danger représenté par les regroupements ponctuels de troupes importantes dans un contexte troublé. Les soldats assassinent le commandant Jean, dispersent les forces qui s’étaient regroupées et retournent sur le continent à Adramyttium dans le thème des Thracésiens avant de se diriger vers Constantinople,.
En cours de route, les forces byzantines trouvent un percepteur de taxes du nom de Théodose sur qui, sans que l’on sache les motifs de leur choix, elles s’entendent pour remplacer Anastase. Le récit qu'en fait Théophane le Confesseur, suivi en partie par Nicéphore de Constantinople, est surprenant,. Théodose, plutôt que d’accepter l’honneur qui lui est fait, préfère s’enfuir dans les montagnes ; il est cependant rattrapé et forcé à la pointe de l’épée de se joindre aux troupes. Anastase quitte alors la capitale pour se diriger vers Nicée et y affronter les rebelles. Mais les mutins réussissent à se rallier les Ostrogoths hellénisés établis depuis les invasions dans cette région et se dirigent vers Chrysopolis d’où elles lancent des attaques navales contre Constantinople pendant près de six mois. Si la flotte loyaliste résiste, elle se replie finalement vers le port de Neorion, permettant à l'armada rebelle de traverser la mer de Marmara et de débarquer près des murailles de Constantinople. Vers la fin de l’été et grâce à des complices présents dans la ville, les mutins réussissent à pénétrer dans la capitale qu’elles mettent à sac après avoir capturé les officiers laissés sur place par Anastase, lequel demeure bloqué à Nicée. Voyant la partie perdue, à la suite de la médiation du nouveau patriarche de Constantinople, Germain Ier, il accepte d’abdiquer en novembre, moyennant promesse d’immunité, et de se retirer dans un monastère de Thessalonique,. Même si des historiens comme Hélène Ahrweiler ont soutenu qu'Anastase a entretenu une opposition ouverte à Théodose III puis à Léon III l'Isaurien dès 715-716, les sources indiquent plutôt qu'il accepte l'exil monastique.
Le déroulement chronologique exact de ces événements a fait l'objet de débats parmi les historiens, en lien avec les dates de fin de règne d'Anastase mentionnées par les différents chroniqueurs. Michel le Syrien évoque plutôt l'automne 715 (octobre ou novembre), Théophane et Nicéphore la fin août ou le début du mois de septembre, tandis que la date du 1er juin apparaît également dans le Necrologium, un document plus tardif qui retrace la chronologie des règnes impériaux. Il n'est pas impossible de lier ces différentes dates entre elles. Celle de Michel le Syrien correspondrait à l'abdication effective d'Anastase, alors bloqué à Nicée, tandis que la fin août ou le début du mois de septembre serait la date du couronnement de Théodose III à Constantinople. Enfin, la date de juin serait celle de la proclamation impériale de Théodose, ce qui est relativement cohérent avec l'affirmation de Théophane le Confesseur et de Nicéphore de Constantinople selon laquelle la rébellion contre Anastase dure approximativement six mois, soit du mois de mai 715, peu avant l'acclamation impériale de Théodose, au mois de novembre 715, correspondant à l'abdication d'Anastase.

## Tentative de retour

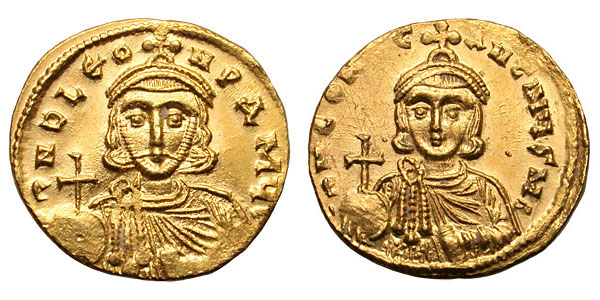
Solidus frappé par Léon III qui, après avoir réprimé la tentative d'Anastase de récupérer son trône, fait couronner son fils Constantin V comme coempereur et le fait figurer sur ses monnaies (à droite ici).

### Opposition à Léon III
Le règne de son successeur, Théodose III, est un peu plus court que le sien. En effet, plusieurs hauts responsables, notamment Léon l'Isaurien, stratège des Anatoliques, et Artabasde, stratège des Arméniaques, refusent de le reconnaître. Dès juillet 716, Léon l’Isaurien se proclame empereur avec l’appui d’Artabasde et, se dirigeant vers Constantinople, capture plusieurs proches de Théodose dont son fils. Il n'est pas exclu qu'il ait prétendu agir au nom d'Anastase II mais cherche bien vite à prendre le pouvoir pour lui-même. Walter E. Kaegi note d'ailleurs que ni Léon, ni Artabase, ne sont intervenus au moment de la révolte de 715 pour soutenir activement Anastase. Après pourparlers, Théodose lui cède la place le 25 mars 717, se retirant comme l’a fait Anastase dans un monastère avec son fils.
C'est Léon qui doit, à partir de 717, faire face au siège de Constantinople auquel Anastase avait préparé la ville. À nouveau, les puissantes murailles de la ville permettent de résister aux assauts, alors que le feu grégeois fait des ravages dans la flotte arabe. Maslama ben Abd al-Malik qui commande l’expédition doit lever le siège et perd durant le voyage de retour une bonne partie de sa flotte, certains vaisseaux disparaissant dans une tempête dans la mer de Marmara, d’autres brûlant à cause des cendres incandescentes lancées par un volcan près de l’ile de Thera,.

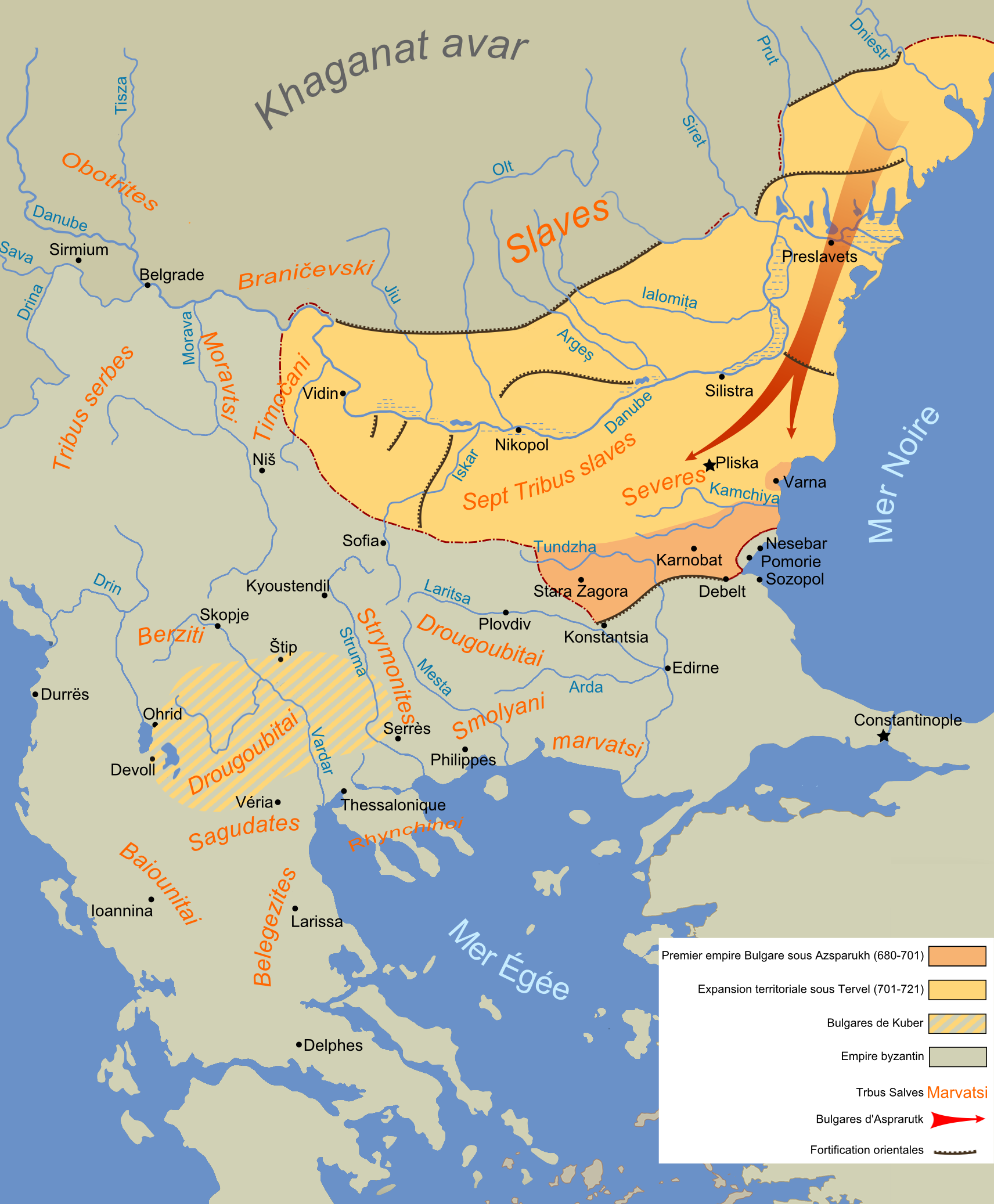
Carte de l'expansion des Bulgares dans les Balkans au début du VIIIe siècle. La carte fait figurer le territoire hypothétiquement occupé par les Bulgares de Koubrat (ou Kuber), parfois identifiés comme ceux soutenant Anastase dans sa tentative de reprendre le trône depuis Thessalonique.

Peu après, au début de 719, Anastase II est impliqué dans un soulèvement contre Léon III, pour reprendre son trône. Il est soutenu par Nicéphore Xylnitès, le magister officiorum, l'un des plus hauts fonctionnaires de l'Empire, qui pourrait être à l'origine même du projet selon Théophane le Confesseur. D'autres personnalités de premier plan se mêlent à cette conspiration, dont l'archevêque de Thessalonique, le protasekretis Théoctiste, le comte des murs Nicétas Anthrax et surtout Isoès, le comte de l'Opsikion, l'un des plus hauts commandants militaires de l'Empire, qui dispose de troupes à proximité directe de la capitale,. Il est possible qu'Anastase ait négocié le soutien de Tervel, le khan des Bulgares, pourtant en paix avec l'Empire depuis le traité byzantino-bulgare de 716. Il lui aurait confié une armée et une importante somme d'argent en or. La réalité de cette alliance avec Anastase demeure incertaine. Elle est surtout citée par Théophane le Confesseur, souvent prompt à dénigrer les Bulgares, tandis que l'éventualité d'un double jeu de la part de Tervel n'est pas à exclure. Quoi qu'il en soit, si Tervel a bien soutenu Anastase, il l'abandonne bien vite quand il s'avère qu'il ne peut s'emparer de Constantinople, et pourrait l'avoir livré à Léon III tout en exécutant Sisinnios, un proche d'Anastase et obtenu une importante récompense de la part de l'empereur.

### Le soutien des Bulgares?
Le récit de Nicéphore, pour une fois plus développé que celui de Théophane, fait d'Anastase l'initiateur du complot, en lien avec Sisinnios, alors en terres bulgares. Anastase lui aurait demandé de négocier une alliance, tout en écrivant aux divers protagonistes déjà cités (dont Nicéphore Xylinitès), pour obtenir leur soutien. Toutefois, Léon III aurait eu connaissance de ces lettres et aurait saisi les destinataires pour les faire torturer et exécuter. Dans le même temps, Anastase s'avance avec le soutien d'une flotte de monoxyles bulgares jusqu'à Héraclée mais Léon demande aux Bulgares de revenir aux termes du traité signé en 716, ce qu'ils acceptent. Ils lui livrent alors Anastase et l'archevêque de Thessalonique et lui envoient la tête de Sisinnios. Les historiens se disputent encore sur le sens à donner à cette intervention des Bulgares. Pour certains, comme Vasil Zlatarsky, il faut plutôt y voir une coalition entre les Bulgares et les Slaves, souvent associés aux monoxyles et qui peuplent alors la Macédoine dans le cadre des sklavinies qui ont émergé depuis plusieurs décennies, comme autant de principautés autonomes des Bulgares et des Byzantins. Pour d'autres, comme Genoveva Cankova-Petkova, les Bulgares en question sont ceux qui vivraient aux alentours directs de Thessalonique comme descendants d'une armée de Koubrat. Dans son article à ce sujet, Grigoriou-Ioannidou rejette ces hypothèses, soulignant le manque de preuves sur l'existence de descendants de sujets de Koubrat à Thessalonique et préfère voir dans le soutien bulgare celui du khan Tervel.
Enfin, Jean Zonaras affirme, dans un récit bien postérieur et peut-être influencé par des événements contemporains à la vie de l'auteur, qu'Anastase aurait eu la conviction d'obtenir le soutien du peuple contre Léon III mais se serait fourvoyé, entraînant l'échec de son soulèvement.

### Échec et mort
Quoi qu'il en soit, après l'avoir exhibé dans l'Hippodrome, Léon III fait exécuter Anastase aux côtés des principaux protagonistes de ce soulèvement. Si le récit de Théophane le Confesseur implique plutôt une exécution en juin 719, celui de Nicéphore de Constantinople indique qu'elle intervient peu avant le couronnement comme coempereur de Constantin V, ce qui la placerait au début de l'année 720. Les autres partisans d'Anastase ont leurs propriétés confisquées et leur nez tranché. Malgré tout, estimant peut-être qu'Anastase n'est pas à l'origine de la révolte mais a été manipulé, il lui organise des funérailles impériales et l'inhume dans le mausolée de l'église des Saints-Apôtres de Constantinople. Il est d'ailleurs le seul empereur de cette époque troublée, entre Justinien II et Léon III, à bénéficier d'une telle sépulture, en marbre vert. Il semble que sa femme, Irène, dont le nom n'est cité qu'à cette occasion, aurait eu un rôle important pour préserver la mémoire de son époux et lui donner des funérailles appropriées. Néanmoins, Warren Treadgold a une tout autre interprétation. Il estime que l'inhumation d'Anastase dans la nécropole impériale serait le fait d'Irène l'Athénienne, l'impératrice qui condamne l'iconoclasme instauré par Léon III et aurait voulu honorer Anastase, son prédécesseur presque direct.

### Sources primaires
- Liber pontificalis Ecclesiae Romane. Nathalie Desgrugilliers (ed.) « Liber Pontificalis, de Pierre à Sylvestre », éditions Paleo, coll. l'encyclopédie médiévale, 2012  (ISBN 978-2-84909-811-0).
- (en) Cyril Mango et Roger Scott, The Chronicle of Theophanes Confessor. Byzantine and Near Eastern History, AD 284–813, Oxford University Press, 1997 (ISBN 0-19-822568-7)
- (en) Cyril Mango, Nikephoros, Patriarch of Constantinople, Short History, Dumbarton Oaks, Research Library and Collection, 1990 (lire en ligne)

### Sources secondaires
- (fr) Bréhier, Louis. Vie et mort de Byzance. Paris, Albin Michel, 1969 [1946].
- (en) Leslie Brubaker et John Haldon, Byzantium in the Iconoclast Era, C.680-850 : A History, Cambridge University Press, 2015 (ISBN 978-1107626294)
- Jean-Claude Cheynet (dir.), Le Monde byzantin, tome II : L'Empire byzantin (641-1204), PUF, coll. « Nouvelle Clio », 2006
- (en) Philip Grierson, « The Tombs and Obits of the Byzantine Emperors (337-1042) », Dumbarton Oaks Papers, vol. 16,‎ 1962
- (en) John Haldon, Byzantium in the Seventh Century: The Transformation of a Culture, Cambridge University Press, 1997 (ISBN 978-0-521-31917-1)
- (en) John F. Haldon, Warfare, State and Society in the Byzantine world, Londres, Routledge, 1999 (ISBN 1-85728-494-1).
- (en) John Haldon, The Empire that would not Die : The Paradox of the Eastern Roman Survival, 640-740, Cambridge, Mass., Harvard University Press, 2016, 418 p. (ISBN 978-0-674-08877-1, lire en ligne)
- (en) Romilly Jenkins, Byzantium, The Imperial centuries AD 610-1071, Weidenfeld & Nicolson, 1996 (ISBN 0-8020-6667-4)
- (en) Walter Emil Kaegi, Byzantine Military Unrest, 471-843 : An Interpretation, Amsterdam, Adolf M. Hakkert, 1981, 404 p. (ISBN 9025609023)
- (en) Walter Emil Kaegi, Byzantium and the Early Islamic Conquests, Cambridge University Press, 1992 (ISBN 978-0-521-41172-1)
- Michel Kaplan, Pourquoi Byzance ? : Un Empire de onze siècles, Éditions Gallimard, coll. « Folio Histoire », 2016
- (en) Alexander Kazhdan (dir.), Oxford Dictionary of Byzantium, New York et Oxford, Oxford University Press, 1991, 1re éd., 3 tom. (ISBN 978-0-19-504652-6 et 0-19-504652-8, LCCN 90023208)
- (en) John Julius Norwich, A Short History of Byzantium, New York, Vintage Books, 1994 (ISBN 978-0-394-53778-8)
- (en) Graham Sumner, « Philippicus, Anastasius II and Theodosius III », Greek, Roman, and Byzantine Studies, vol. 17,‎ 1976, p. 287-294 (ISSN 0017-3916)
- George Ostrogorsky (trad. Jean Gouillard), Histoire de l'État byzantin, Payot, 1996, 647 p. (ISBN 978-2-228-90206-9)
- (en) Warren Treadgold, A History of Byzantine State and Society, Stanford University Press, 1997, 1050 p. (ISBN 978-0-8047-2630-6, lire en ligne)
- (en) Warren Treadgold, Byzantium and Its Army, 284–1081, Stanford University Press, 1998 (ISBN 0-8047-3163-2, OCLC 708343459)
- (de) Friedhelm Winkelmann et Ralph-Johannes Lilie, Prosopographie der mittelbyzantinischen Zeit: I. Abteilung (641–867), Walter de Gruyter, 1998 (ISBN 3-11-016673-9)